# Bhopal
Bhopal (भोपाल) er en by i det centrale Indien og hovedstaden i den indiske delstat Madhya Pradesh. Bhopal har tilnavnet byen med de 7 søer. Bhopal har 1.798.218(2011) indbyggere og er det administrative center for Bhopal distriktet og Bhopal divisionen. Historisk var Bhopal også navnet på en stat i det centrale Indien, der under det engelske styre i kolonitiden var styret af en nawab (konge).
Byen ramtes af en katastrofe den 3. december 1984, da der skete et udslip af 40 tons giftgas methylisocyanat (MIC) fra Union Carbides fabrik. Udslippet dræbte umiddelbart flere end 3000 mennesker og skadede mellem 150.000 og 600.000. Yderligere 12.000 dødsfald tilskrives officielt katastrofens virkning, men der findes grupper, som anslår dette tal til at være meget højere. (Se Bhopalulykken.)

## Historie
Bhopal siges at være grundlagt af Parmarakongen Bhoj (1000–1055), hvis hovedstad var Dhar. Byen kendtes oprindeligt som Bhojpal efter kongens navn og den dæmning ('pal'), han efter sigende lod opføre for at danne søerne omkring Bhopal.

### Efter uafhængigheden
Bhopal var en af de sidste indiske fyrstestater, som i forbindelse med Indiens selvstændighed underskrev den nødvendige aftale med den centrale indiske regering. Skønt selvstændigheden var opnået allerede i august 1947, underkastede Bhopals leder sig først regeringen den 1. maj 1949. Sindh-flygtninge fra Pakistan blev indkvartereret i Bairagarh, en vestlig forstad til Bhopal.
I henhold til en lov om reorganisering af delstaterne i 1956 blev fyrstestate Bhopal integreret med staten Madhya Pradesh, og Bhopal udråbt til dennes hovedstad. Byens folketal voksede herefter hurtigt. 
Ved Bhopalulykken i december 1984 blev en sky af methylisocyanat udsendt fra Union Carbides fabrik (dette multinationale firma er nu opkøbt af Dow Chemicals). Skyen dækkede halvdelen af byen og dræbte tusindvis af indbyggerne.

## Bhopal by

### Bystyre
Bhopal er som nævnt hovedstaden i Madhya Pradesh. Den sidste borgmester var Ms. Vibha Patel, som blev fjernet af delstatens regering. Den nye borgmester er Sunil Sood fra det Indiske Kongresparti.

### Geografi
Bhopal ligger i et bakkefyldt område på Malwa-plateauet, og landet hæver sig i retning af Vindhya Range mod syd. Der er varme somre og kolde vintre. Der kommer moderat nedbør under regntiden. 
Byområdet dækker 286 km². Det har to smukke søer, der under ét er kendt som Bhoj Wetland. Søerne er Øvre sø (bygget af kong Bhoj) og Nedre sø. Afvandingsområdet for Øvre sø er 361 km² og 9,6 km² for Nedre sø. Øvre sø har afløb til Kolans-floden.
De største bakker i Bhopal er Idgah og Shyamala bakkerne i den nordlige del og Arera bakkerne i den centrale del.
Byen har gode forbindelser med resten af landet via jernbane, fly og vejnet. 

### Demografi
Den gamle by i Bhopal er et overvejende muslimsk område, mens det nyere Bhopal demografisk er et kosmopolitisk område. Hovedsprogene er hindi, urdu og engelsk , men et væsentlig antal taler Marathi.
- Befolkning: 1,4 million

### Vigtige parker
Bhopal har mange offentlige parker, hvoraf nogle af de vigtigste er: Kamla Nehru Children's Park (B.H.E.L. Park), Chinar Park (berømt for sine Bougainvillaarter og dyrestatuer), Ekant Park, Mayur Park, The Rose Garden (Gulab Udyan), Kilol Park etc.

### Bydele
Bhopal er som nævnt delt i to hoveddele: den gamle by og den nye by (hvilket ikke er officielle navne). Den gamle by (der ofte blot kaldet "city") er den by, som er bygget og udviklet af begum'erne. Det nye Bhopal udviklede sig i tiden efter, at Bhopal blev delstatshovedstad, og har moderne beboelseskvarterer som 1250 Quarters, Arera Colony, Malviya Nagar, Shivaji Nagar, Tatya Tope Nagar (T.T. Nagar), Arera Colony, Chunabhatti og forretningsområdet Maharana Pratap Nagar.

### Større industrier og produkter
Byens største industrier arbejder med elektriske artikler, uld, kemisk industri (jf. Bhopal katastrofen og smykkefremstilling. 
BHEL (Bharat Heavy Electricals Limited), som er Indiens største ingeniør- og fremstillingsvirksomhed, har en afdeling i Bhopal.

### Interessante steder
- Taj-ul-Masaajid: (navnet er Masaajid og ikke masjid, fordi 'masaajid' er flertal for moske og den direkte betydning er kronen blandt moskeer. Den er blandt de største moskeer i Asien, bygget af Shahjehan Begum.

- Islam Nagar: Her findes ruinerne af den ældste by bygget af Dost Mohd. Khan.

- Purana Kila: Ligger i Kamala Nehru Parken og er en del af den 300-år gamle dronning Kamalapati fæstning.

- Jama Masjid: En moske bygget af Qudsia Begum i 1837. Guldspidser kroner minareterne på denne smukke moske.

- Moti Masjid: En moske bygget med Jama Masjid i New Delhi som model af Sikander Begum i 1860.

- Shaukat Mahal: En mærkelig blanding af indo-islamisk og europæisk arkitektur. Det er tegnet af en franskmand, som siges at have været en efterkommer af en gren af den kongelige Bourbonfamilie. Postrenæssance og gotiske stilarter er kombineret med charmerende virkning.

- Gohar Mahal: Beliggende bag Shaukat Mahal ved bredden af Øvre sø og bygget af Qudsia Begum.

- Sadar Manzil: Oprindeligt bygget som en hall, der skulle bruges til begumernes offentlige audiens. Det benyttes nu som hovedsæde for Bhopal Municipal Corporation.

- Bharat Bhavan: Dette er byens vigtigste, kulturelle center og et af de vigtigste af slagsen i Indien. Det er designet af den berømte arkitekt Charles Correa. Det indeholder et kunstgalleri, som udstiller værker af berømte malere og billedhuggere. Det har et amfiteater i fri luft, to andre teatre og et museum for folkeminder. Om natten er udsigten fra amfiteateret over den gamle by og søen storslået.

- Van Vihar: Det er en zoologisk have ved Øvre sø og har desuden et museum.

- Indira Gandhi Rashtriya Manav Sangrahalaya: Den sidste del betyder museum for menneskeheden. Det er spredt over 0,8 km² kuperet terræn i Shamla-bakkerne ved Øvre sø og ligger i øvrigt i forhistoriske omgivelser. Det er et post-kolonitids museum for samfund snarere end for genstande. Man kan rent faktisk se, hvordan de lokale folkeslag lever.

- Regeringens arkæologisk museum
- Lakshmi Narayan Temple eller Birla Mandir: Det er et tempel viet til Vishnu og Laxmi, beliggende syd for Nedre sø.
- Birla Museum
- Bhimbetka: Med forhistoriske klippetegninger og på UNESCO's Verdensarvsliste.
- Sanchi: Ligger lidt fra Bhopal og fremviser gamle buddhistiske strukturer bygget af kejser Ashoka.
- Bhojpur – En landsby omkring 40 km fra Bhopal med et stort klippetempel for Shiva og hvor Betwafloden flyder ned gennem dalen. Templet ledes nu af Indiens arkæologiske myndigheder.

### Softwareselskaber
- Netlink Software Group http://www.netlinksoft.net/ Arkiveret 19. december 2005 hos  Wayback Machine

### Universiteter
- Bhoj Universitet http://www.bhojvirtualuniversity.com/hm.jsp Arkiveret 14. december 2006 hos  Wayback Machine
- Rajiv Gandhi Tekniske Universitet http://www.rgtu.net/ Arkiveret 10. december 2004 hos  Wayback Machine
- Indira Gandhi National Open University http://www.ignou.ac.in/
- Makhan Lal Chaturvedi Universitet for journalistik